# باتريك كليفورد
باتريك كليفورد (بالإنجليزية: Patrick Clifford)‏ هو كاتب أغاني وموسيقي أمريكي، ولد في 27 يوليو 1966 في نيويورك في الولايات المتحدة.

## وصلات خارجية
- الموقع الرسمي
- باتريك كليفورد على موقع ميوزك برينز (الإنجليزية)